# Pesquisa de Emprego e Desemprego
A Pesquisa de Emprego e Desemprego (PED) é um levantamento domiciliar realizado continuamente junto a domicílios, os quais são selecionados mediante amostragem probabilística. Tem como objetivo coletar informações sobre o mercado de trabalho urbano.
A pesquisa é realizada mensalmente, desde outubro de 1984, na Região Metropolitana de São Paulo, e é fruto de convênio entre a Fundação Seade e o Departamento Intersindical de Estatística e Estudos Socioeconômicos - Dieese.
Além da Região Metropolitana de São Paulo, a PED vem sendo aplicada em mais seis áreas metropolitanas (Belo Horizonte, Distrito Federal, Fortaleza, Porto Alegre, Recife e Salvador), a partir de parcerias entre a Fundação Seade e o Dieese e secretarias de trabalho e órgãos de planejamento ou pesquisa dos governos locais.
Também, a partir de parceria entre a Fundação Seade e o Consórcio Intermunicipal Grande ABC, são produzidas e divulgadas informações da Pesquisa de Emprego e Desemprego – PED, para a Região do ABC.